# Paikiniana iriei
Paikiniana iriei là một loài nhện trong họ Linyphiidae.
Loài này thuộc chi Paikiniana. Paikiniana iriei được Hirotsugu Ono miêu tả năm 2007.